# 李洽
李 洽（り こう、生没年不詳）は、唐の皇族。

## 生涯
宣宗の七男。生母は不詳。生年も不詳だが、兄弟である李沂と李汭の生年から、会昌4年（844年）から大中4年（850年）の間と推測される。
大中8年（854年）、弟の李汭・李汶と同時に宣宗より懐王に封じられた。その後の李洽は史書の中には名が見られず、没年も不詳である。